# 初恋の歌
『初恋の歌』（はつこいのうた）は、ジュピットが運営していたソーシャルゲーム。ジャンルは、恋愛ライトノベルシミュレーション。

## 概要
2015年1月30日に公式サイトおよび、電撃G's magazine2015年3月号にて本作のリリースを発表。同年5月13日にウェブステーション（2016年1月にジュピットと社名変更）よりサービス開始された。同社提供の「ヤマトクロニクル 覚醒」などとともに本作も評価を受け売上を上げるも、2019年12月にジュピットの経営破綻に伴いサービス終了した。

## ストーリー
世間を賑わせているラブソング「First Dream, First Love」に冷めた目で接していた主人公の戸塚一樹。やがて、この曲から一樹と彼女たちとの初恋が始まっていく。

## 登場人物
戸塚一樹
声 - なし
主人公。
柏木遙香
声 - 東山奈央
一樹の幼馴染の同級生。
河合美夢
声 - 阿澄佳奈
遙香の親友で前年ミスコン女王。
野々村咲美
声 - 伊藤かな恵
平行世界を旅していると思い込んでいる中二病女子生徒。
小椋響
声 - 小倉唯
一学年下の後輩。
氷川恭子
声 - 堀江由衣
クールビューティーな一匹狼の女子生徒。
三浦健
声 - 豊永利行
一樹や遙香と小学校以来の友人。
高藤陽介
声 - 西田雅一
生徒会副会長で恭子の幼馴染。

## システム
豪華声優陣による本編フルボイス仕様。各ヒロイン毎にライトノベル1冊相当のシナリオ分量が用意されており、無課金でも十分にストーリーを楽しめる。

## スタッフ
- キャラクター原案：クラウドグラフィックス（くまねこ、伊藤順二）[6]
- キャラクター作画：くまねこ[6]、伊藤順二[6]
- シナリオ：深瀬カエル（エッジワークス）[7]、松浦迅徹（エッジワークス）[7]、浅野エミイ（エッジワークス）[7]、箭内滉士（エッジワークス）[7]、瀧浩和[7]
- ムービー：MUGICHA（ニライカナイスタジオ）[7]
- 著作・制作：ウェブステーション

## 主題歌
オープニングテーマ曲・本編テーマ「First Dream, First Love」
歌 - 筧いろは（堀江由衣）
作詞 - 瀧浩和 / 作曲・編曲 - おおくまけんいち
エンディングテーマ曲「初恋の歌」
歌 - 柏木遙香（東山奈央）
作詞 - 瀧浩和 / 作曲・編曲 - おおくまけんいち

## CD
「初恋の歌」の主題歌および各ヒロインのキャラクターソングや劇中BGMを収録したサウンドトラックからなるコンピレーション・アルバム『「初恋の歌」〜LOVE SONGS〜』が2015年12月16日にTWOFIVE RECORDSより発売された。購入者スペシャル特典として、「小椋響のスク水イラストカード」が封入されている。
収録内容
Disc 1
1. 歌：氷川恭子（堀江由衣）
ゲーム『初恋の歌』テーマソング
2. 幸せなウソ
歌：河合美夢（阿澄佳奈）
3. Permit
歌：野々村咲美（伊藤かな恵）
4. 季節の音色
歌：小椋響（小倉唯）
5. 初恋の歌
歌：柏木遙香（東山奈央）
ゲーム『初恋の歌』エンディングソング
6. First Dream, First Love（Off Vocal）
7. 幸せなウソ（Off Vocal）
8. Permit（Off Vocal）
9. 季節の音色（Off Vocal）
10. 初恋の歌（Off Vocal）

Disc 2
1. 初めての恋
2. Theme of Haruka
3. Theme of Miyu
4. Theme of Sakumi
5. Theme of Hibiki
6. Theme of Kyoko
7. Like or Love?
8. 不穏な空気
9. Sad Emotion
10. お調子者達の競演
11. 昂り
12. 衝動
13. 張り詰めた心
14. 刹那
15. Hatsukoi no Uta With tears
16. 日常のヒトコマ
17. My Room
18. Milky Way
19. Summer Vacation
20. First Dream, First Love (連弾Ver.)
21. First Dream, First Love (音楽部Ver.)
22. First Dream, First Love (オルゴールVer.)